# Галарди (Кампобасо)
Галарди је насеље у Италији у округу Кампобасо, региону Молизе.
Према процени из 2011. у насељу је живело 220 становника. Насеље се налази на надморској висини од 744 м.